# Кубок Хорватії з футболу 2025—2026
Кубок Хорватії з футболу 2025—2026 — 35-й розіграш кубкового футбольного турніру в Хорватії. Титул захищає Рієка.

## Календар
| Раунд            | Дата           | Матчі | Клуби   |
| ---------------- | -------------- | ----- | ------- |
| Попередній раунд | 27 серпня 2025 | 16    | 48 → 32 |
| 1/16 фіналу      |                | 16    | 32 → 16 |
| 1/8 фіналу       |                | 8     | 16 → 8  |
| 1/4 фіналу       |                | 4     | 8 → 4   |
| 1/2 фіналу       |                | 2     | 4 → 2   |
| Фінал            |                | 2     | 2 → 1   |

## Попередній раунд
| Команда 1                     | Рахунок | Команда 2               |
| ----------------------------- | ------- | ----------------------- |
| 27 серпня 2025                |         |                         |
| Нехай Сень (4)                | :       | Вуковар 1991            |
| Лібертас (5)                  | :       | Опатія (2)              |
| БСК (2)                       | :       | Солін (3)               |
| Бедня (6)                     | :       | Карловац (2)            |
| Уляник (3)                    | :       | Б'єловар (3)            |
| Славонія Пожега (4)           | :       | Марсонія (3)            |
| Радник Крижевці (3)           | :       | ДОШК (6)                |
| Максимір (4)                  | :       | Ядран Пореч (3)         |
| Шпанско (5)                   | :       | Гай Маче (4)            |
| Єдинство (Доній Михоляць) (6) | :       | Дуго Село (3)           |
| Вартекс Вараждин (3)          | :       | Мославіна (5)           |
| Неретва (4)                   | :       | Задругар (6)            |
| Копривниця (4)                | :       | Питомача (4)            |
| Земуник (6)                   | :       | Куриловец (4)           |
| Радничики Даль (3)            | :       | Гранічар (Коториба) (4) |
| Бедем Іванково (4)            | :       | Динамо (Предавац) (4)   |